# Elegiambus
Der Elegiambus ist in der antiken lateinischen Verslehre ein aus Hemiepes und jambischem Dimeter gebildetes Versmaß nach dem metrischen Schema
—◡◡—◡◡—(◡) ‖ ◡—◡—◡—◡◡
Der Name gibt die Zusammensetzung aus vorangestelltem Hemiepes, welcher der zweiten Hälfte des Pentameters im Elegeion, dem elegischen Distichon entspricht, und dem nachgestellten jambischen Kolon wieder.
Beispiele finden sich in der 11. Epode des Horaz, etwa:
iussus abire domum ferebar incerto pede
Ein ähnlicher Vers in der griechischen Dichtung ist der Enkomiologikus, der einem um die letzten beiden Glieder verkürzten Elegiambus entspricht.